# アマラ・アッキネーニ
アマラ・アッキネーニ（Amala Akkineni、1968年9月12日 - ）は、インドの女優、動物福祉活動家。旧姓は「ムカルジー(Mukherjee)」。タミル語映画、テルグ語映画、マラヤーラム語映画、カンナダ語映画、ヒンディー語映画で活動している。フィルムフェア賞 南インド映画部門のマラヤーラム語映画部門主演女優賞とテルグ語映画部門助演女優賞を受賞している。夫アッキネーニ・ナーガールジュナと共にNGO団体ブルー・クロス・オブ・ハイデラバードを立ち上げ、動物の福祉と権利保護のために活動している。

## 人物
インド海軍のベンガル人将校の父とアイルランド人の母との間に生まれる。美術大学でバラタナチャムを学び学士号を取得し、世界中でライブパフォーマンスを行った。バラタナチャムを題材にした映画を企画していたT・ラジェンダルに出演を依頼され、母の説得を受けて女優デビューした。
1992年にアッキネーニ・ナーガールジュナと結婚し、息子アキル・アッキネーニを生む。ナーガ・チャイタニヤは義理の息子（ナーガールジュナと先妻の息子）に当たる。

## キャリア
1986年にT・ラジェンダルの『Mythili Ennai Kaathali』で主演を務め女優デビューし、同作は興行的な成功を収めた。スター女優となったアマラは数多くの映画に出演し、『Nirnayam』『Siva』では後に夫となるナーガールジュナと共演している。1991年公開の『Ulladakkam』ではフィルムフェア賞 マラヤーラム語映画部門主演女優賞を受賞した。1992年にナーガールジュナと結婚して女優を引退するが、2012年に『Life Is Beautiful』で女優に復帰した。同作の演技は高く評価され、フィルムフェア賞 テルグ語映画部門助演女優賞とCineMAA賞アウトスタンディング・アクトレス賞を受賞した。2017年には『C/O Saira Banu』に出演し、25年振りのマラヤーラム語映画出演となった。

## 受賞歴
フィルムフェア賞 南インド映画部門
- マラヤーラム語映画部門主演女優賞（英語版）：『Ulladakkam』
- テルグ語映画部門助演女優賞（英語版）：『Life Is Beautiful』

CineMAA賞
- アウトスタンディング・アクトレス賞：『Life Is Beautiful』